# Teatro Nacional de Costa Rica
El Teatro Nacional de Costa Rica es el principal teatro de Costa Rica. Se encuentra ubicado al costado este de la Plaza Juan Mora Fernández en la ciudad de San José, sobre Avenida 2 Libertador Juan Rafael Mora, calles 3 y 5 en el distrito Catedral, San José. El Teatro Nacional es un edificio de arquitectura historicista terminado en el año de 1897. Se le considera uno de los inmuebles más importantes de la historia nacional, y principal joya arquitectónica de la ciudad de San José. Su construcción guarda un profundo significado dado que representa la decisión del costarricense a la hora de emprender acción y de la estabilidad económica (traída por la cosecha de café) y política de la época en la que fue construido. Como institución, el Teatro Nacional promueve la producción de las artes escénicas de alto nivel artístico y conserva para el uso del público varias de las obras de arte más valiosas del país. Ha sido declarado monumento nacional, institución benemérita de las artes patrias, patrimonio histórico-arquitectónico de Costa Rica y símbolo nacional de Costa Rica.

## Historia
La construcción del Teatro Nacional se inició en enero de 1891, una vez que el Decreto N° XXXIII del 28 de mayo de 1890 hubo ordenado su construcción, declarándola como "obra nacional"; cuando la ciudad de San José tenía no más de 20.000 habitantes. El teatro como representación artística está presente en Costa Rica desde el periodo colonial, determinado por los temas religiosos, con repartos compuestos únicamente de varones, que se desarrollaba en espacios predominantemente privados, sin que se llegara a concretar el establecimiento de una sala de teatro. Con la independencia (1821) y la construcción de un creciente Estado que involucraba a diversos actores sociales y bajo el norte de un Estado que alcanzara el "progreso", es que durante la administración de Juan Rafael Mora Porras (1849-1859) se llega a edificar el Teatro Mora, de carácter público, el cual fue concentrando la presentación de eventos artísticos (dentro del ámbito urbano); el que pasa a denominarse Teatro Municipal una vez derrocado don Juanito Mora.  Este lugar logró por muchos años suplir la necesidad de espectáculos del pueblo costarricense; pero poco a poco se deterioró hasta que llegó a cerrarse en 1888 cuando un terremoto terminó por destruirlo. 

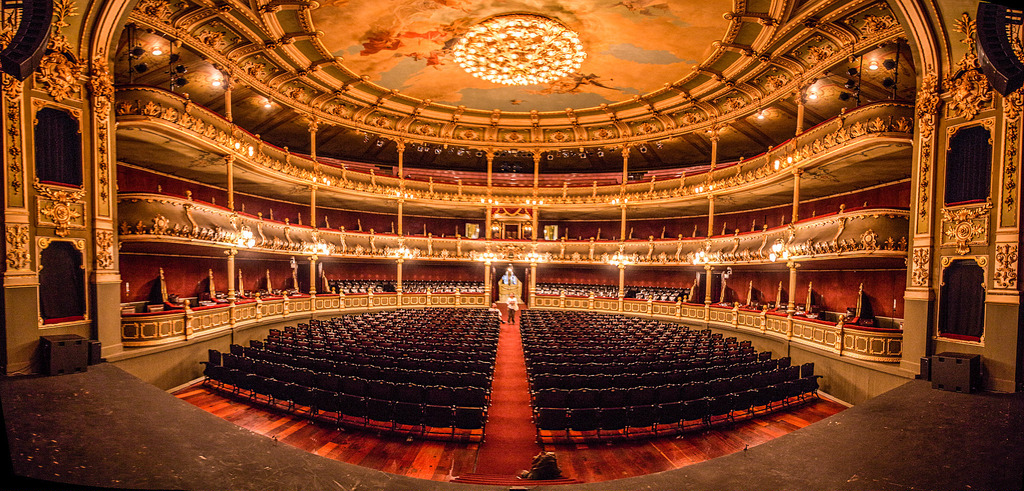
Vista de la sala del teatro desde el escenario.

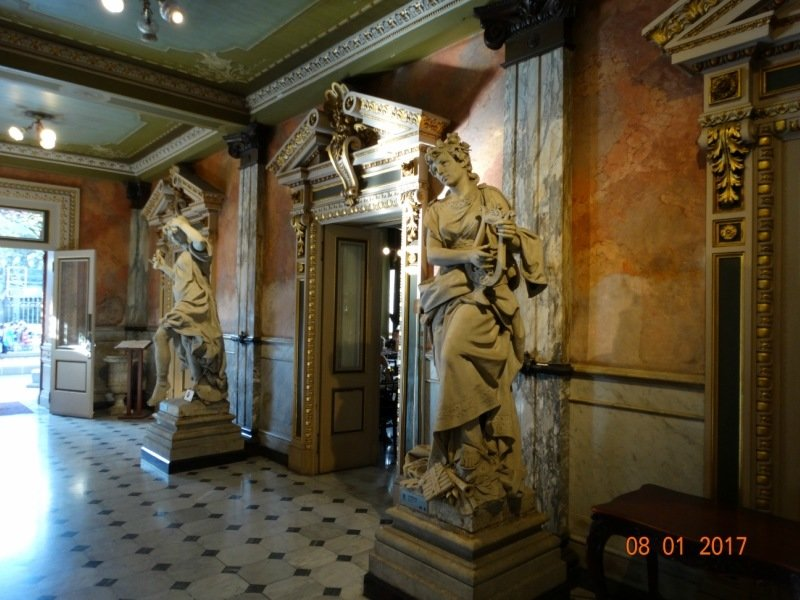
Entrada al teatro

El presidente José Joaquín Rodríguez Zeledón (1890-1894) retoma la inquietud que muchos sectores de la población costarricense sintieron durante décadas, la de contar un teatro que disfrutara de condiciones adecuadas para que se realizaran en él espectáculos de la más alta calidad artística.  Para financiar esta obra el Tesoro Público debió invertir la cantidad de 200.000 pesos, los cuales serían retribuidos mediante el establecimiento de un impuesto de 20 centavos sobre cada 46 kilogramos de café que se exportara; tasación que finalizaría cuando el edificio se completara. (Decreto N° XXXIII del 28/5/1890). Transcurridos unos meses desde el inicio de la construcción, el dinero previsto se había agotado y la obra era incipiente, razón por la que el presidente Rodríguez Zeledón emitió un nuevo Decreto, N° XCVII del 29 de diciembre de 1892, que dictó dar continuidad al impuesto ya decretado, dado que fueron insuficientes los doscientos mil pesos iniciales.  Sin embargo, quince meses después se publicó un tercer Decreto, N° XIII del 20 de mayo de 1893, el cual suprimió el impuesto sobre la exportación de café y lo sustituyó, creando uno nuevo sobre el muellaje sobre mercancías generales importadas, en un centavo por kilogramo.  De acuerdo con el gobierno central, resultaba necesario el cambio de la imposición porque el impuesto al café exportado solamente "grava á parte de los contribuyentes y afecta la principal producción del país..." (Decreto N° XIII del 20/5/1893). Considerando que entre mayo de 1890 y mayo de 1893 se recaudaron un total de 132.873,39 pesos se deriva que los cafetaleros únicamente aportaron un 4.42% del costo total de la construcción y ornamentación del Teatro Nacional; siendo la totalidad de los costarricenses (con un impuesto a los productos importados) quienes aportaron un 95,58%; desmitificándose de esta manera que el Teatro Nacional fuera edificado con el aporte único y total de los grandes cafetaleros.

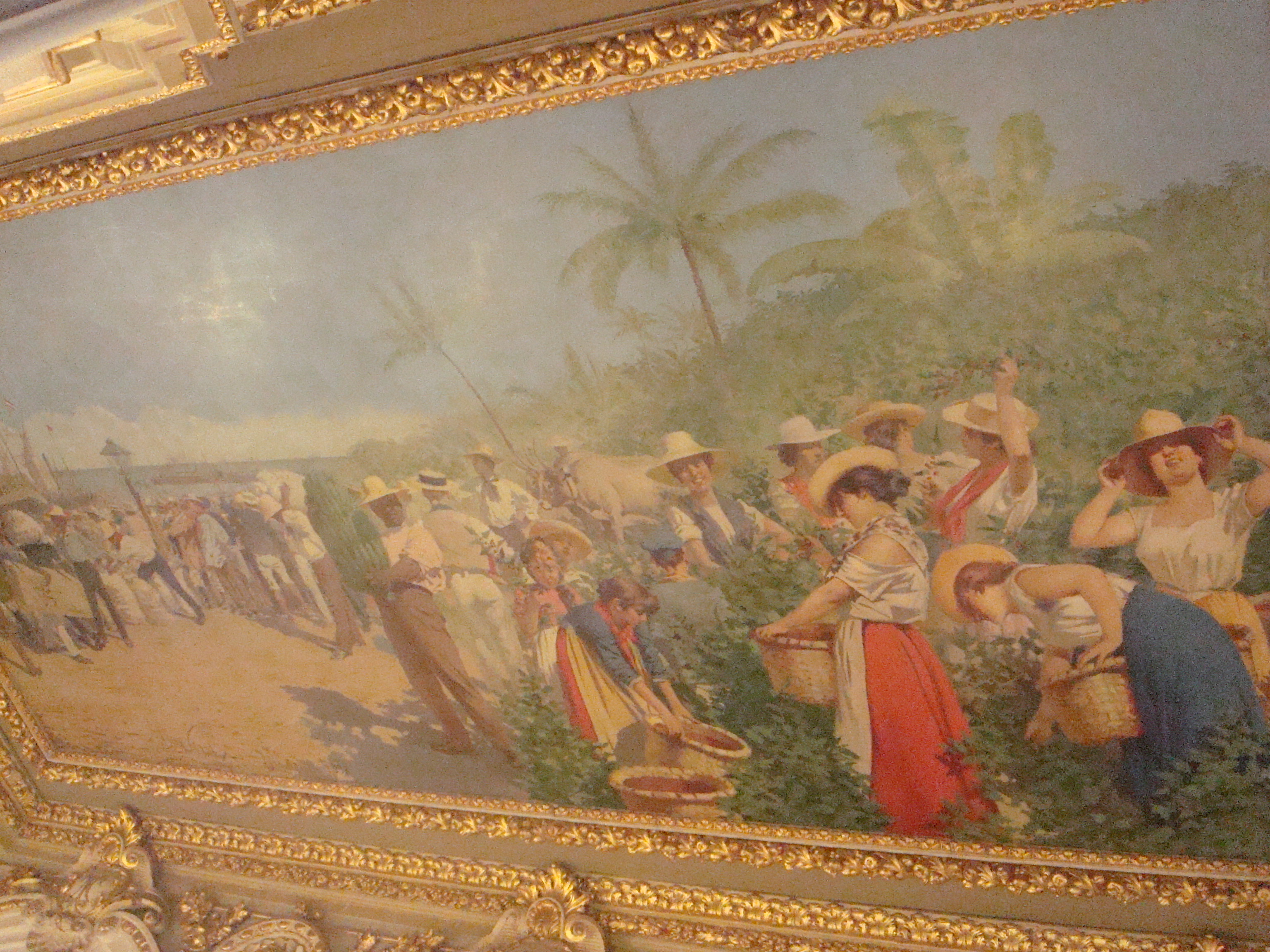
Mural "Alegoría del café y el banano" (1897), del italiano Aleardo Villa, óleo sobre lienzo, colocado en cieloraso del Teatro Nacional de Costa Rica.

No se escatimaron gastos para la construcción de este teatro. Se utilizaron maderas preciosas en su mayoría provenientes de la provincia de Alajuela, además se importó hierro, mármol, oro y vidrios franceses para los materiales del Teatro. La construcción duró unos seis años (se esperaba que fuese en dos, pero la obra era demasiado complicada para la época). La inauguración oficial fue el 19 de octubre de 1897, con la ópera "Fausto", de Charles Gounod, interpretada por la Compañía Francesa Aubry.
Posee una arquitectura renacentista del más puro estilo neoclásico, con mármoles traídos de Italia y decorado en su interior con escenas de la recolección de café; la más popular de las obras pictóricas del Teatro es un óleo sobre lienzo creado por Aleardo Villa en 1897 conocido popularmente como la "Alegoría del café y el banano", cuyo nombre oficial es "Alegoría del Comercio y la Agricultura de Costa Rica", que describe la vida económica del país en segunda parte del siglo XIX y primeras décadas del siglo XX, basada en el bicultivo de café y banano y el modelo agroexportador. Esta pintura fue reproducida en el billete de cinco colones durante algunas décadas, a finales del 1960.
Los planos del Teatro Nacional fueron elaborados por ingenieros costarricenses, los cuales se habían formado en Europa.  Excepto los planos del sistema del levantamiento del piso que fueron elaborados por el ingeniero mecánico Cesare Saldini de nacionalidad italiana.
La tendencia alemana marcó el carácter del Teatro Nacional, no obstante lo variado de su estilo, con sus interiores pompeyanos, con el barroco y el rococó del decorado interno del segundo vestíbulo, y con su cúpula metálica fabricada en Bélgica. También posee sus murallas que fueron levantadas por maestros de la piedra nacionales.
El interior del Teatro Nacional es tan impresionante como el exterior, con las famosas esculturas de Pietro Bulgarelli, quien creó las tres estatuas que coronan la fachada, las cuales representan la danza, la fama y la música. Las originales se encuentran dentro del Teatro ubicadas en diferentes espacios porque se estaban dañando y decidieron que lo mejor sería remplazarlas. En el interior de la obra arquitectónica se encuentra presente un delicado estilo neo-renacentista con imponentes lámparas de puro cristal y columnas de mármol de Carrara. 
Las partes más importantes que componen el Teatro Nacional son: la fachada, el vestíbulo, la escalera principal, el foyer, y el auditorio. 
En el interior de la obra arquitectónica se puede apreciar un delicado estilo neo-renacentista con imponentes lámparas de puro cristal y columnas de mármol de Carrara. 

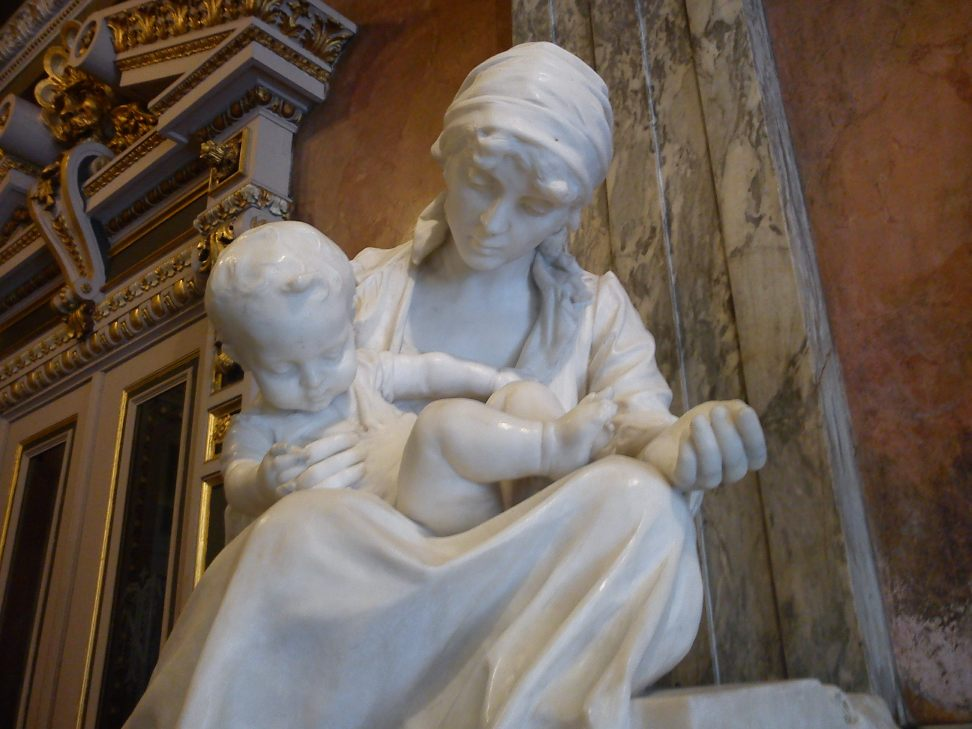
«Los héroes de la miseria», de Juan Ramón Bonilla.

Pero no solo se encuentran estas estatuas en la fachada, también está adornada con estatuas neoclásicas, del dramaturgo español Calderón de la Barca a la derecha, y del compositor alemán Ludwig van Beethoven, a la izquierda, que fueron hechas por el artista italiano Adriático Froli y, en el jardín del teatro, la escultura "El Flautista" del costarricense Jorge Jiménez Deredia, que data de la segunda mitad del siglo XX.
El vestíbulo está construido con influencia del estilo pompeyano, y muchos le consideran uno de los lugares más hermosos del teatro. El piso y las columnas son de mármol, aunque las columnas están rodeadas por cinturones de bronce. En este recinto se encuentra la escultura del costarricense Juan Ramón Bonilla, llamada Los héroes de la miseria. Hay un segundo vestíbulo, donde están colocadas las estatuas que representan la Comedia y la Tragedia del escultor genovés Pietro Capurro.
Declarado Monumento Nacional en 1965, el Teatro Nacional destaca por su belleza arquitectónica, es patrimonio nacional y representa para los costarricense su casa, aquella que les identifica y los encuentra.
El Teatro Nacional no solo ha sido el espacio donde han realizado espectáculos artistas de todo el orbe y nacionales, sino que también ha sido el sitio propicio para recibir las visitas de Estado, dictarse conferencias.  Y, desde inicios del siglo XX hasta la década de 1940, lugar de realización de bailes.

## Actualidad

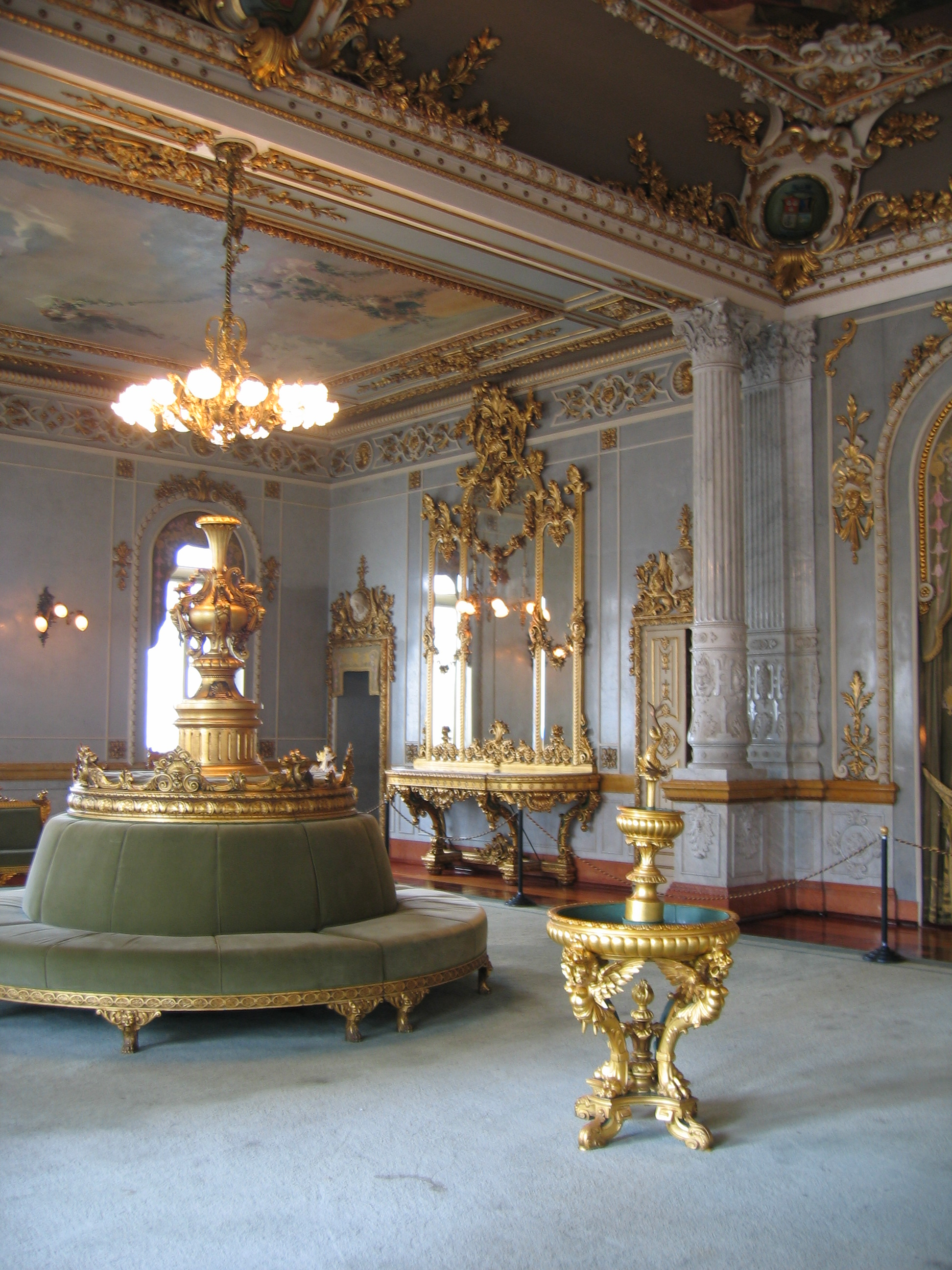
Interior del Teatro Nacional de Costa Rica (El Foyer).

Actualmente, además de desempeñar su función como teatro,, en virtud de su magnífica arquitectura neoclásica, es una atracción turística, con visitas guiadas los fines de semana a cada hora. Para contribuir a este último punto, el teatro cuenta con un pequeño café y una tienda de regalos. 
El frente del teatro es formidable, con las estatuas de La Música, La Fama, y la Danza; crea un sentimiento de sobrecogimiento. A los lados de la entrada se ven las estatuas de Beethoven y Pedro Calderón de la Barca. En las escalinatas del Teatro, sobre el cieloraso, se puede observar la pintura conocida como "Alegoría del café y el banano"que fue utilizada para ilustrar el billete de cinco colones, y fue pintada por Aleardo Villa. Más adelante se puede observar El Foyer, el cual era una sala de descanso donde la gente se reunía durante los intermedios o después de las funciones, el cual cuenta con dos salones anexos, conocido como "fumadores", uno para caballeros y otro para las damas. Actualmente se realizan ahí conciertos para alrededor de cien personas y se utiliza para reuniones y cenas de Estado.
Actualmente, las presentaciones que se interpretan en el teatro son seleccionadas con anterioridad para mantener la más alta calidad posible. También hay funciones de la Orquesta Sinfónica Nacional y de otros compositores extranjeros de renombre.